# Orquídia del llangardaix
L'orquídia del llangardaix o orquis hircí (Himantoglossum hircinum) és una espècie d'orquídia dintre del gènere Himantoglossum pertanyent a la família Orchidaceae.

## Localització i hàbitat
Es troba al llarg d'Europa, des d'Espanya en l'oest, fins a l'est dels Balcans i Hongria i en l'Àfrica del nord occidental.
És generalment rara. Aquesta orquídia creix en prats, àrees rocoses, i boscos oberts, amb preferència de substrats calcaris.

## Descripció
Planta robusta que pot aconseguir 1 m, nombroses fulles, inflorescència cilíndrica bastant densa, flor verdosa rivetejada de púrpura, sèpals i pètals reunits en casc, label molt allargat, embolicat més o menys desplegat a l'horitzontal en la floració. Forta olor, característica, propera a la de cabra.
Floració entre els mesos de maig a juliol.